# Rutger Schimmelpenninck
Rutger Jan graaf Schimmelpenninck (Abcoude, 4 september 1949) is een Nederlands advocaat en curator.
Schimmelpenninck studeerde rechten aan de Universiteit Leiden en was lid van LSV Minerva. Hij was van 1979 tot 1999 werkzaam bij advocatenkantoor Boekel de Nerée en werd vervolgens partner bij advocatenkantoor Houthoff Buruma.
Schimmelpenninck deed veel ervaring op bij faillissementen in de financiële sector en was onder ander werkzaam als curator in de faillissementen van Fokker, Text Lite, Van der Hoop Bankiers, de Nederlandse dochter van Lehman Brothers en DSB Bank. In die hoedanigheid sleepte hij in het faillissement van DSB Bank De Nederlandsche Bank voor de rechter.
Hij is een nazaat uit het adellijke geslacht Schimmelpenninck en voert de titel graaf. Hij deelt zijn naam met Rutger Jan Schimmelpenninck (1761-1825) (raadpensionaris van het Bataafs Gemenebest, van wie hij een afstammeling is in de zesde graad), met Rutger Jan Schimmelpenninck van Nijenhuis (minister in de 19e eeuw) en met Rutger Jan Schimmelpenninck (1855-1935) (luitenant-generaal).